# U 10 (U-Boot, 1911)
U 10 war ein U-Boot der deutschen Kaiserlichen Marine.

## Bau und Indienststellung
U 10 war ein sogenanntes Zweihüllenboot, als Hochseeboot in einem Amtsentwurf konzipiert. Es lief am 24. Januar 1911 bei der Kaiserlichen Werft in Danzig vom Stapel und wurde am 31. August 1911 unter dem Kommando von Oberleutnant zur See Fritz Stuhr in Dienst gestellt.

## Technik
Das U-Boot war 57,38 m lang und 6 m breit und hatte einen Tiefgang von 3,13 m sowie eine Verdrängung von 493 Tonnen über und 611 Tonnen unter Wasser. Die Besatzung bestand aus 22 bis 29 Mann, davon vier Offiziere. Die Maschinen für die Überwasserfahrt waren zwei von Körting gebaute Sechs- und Achtzylinder-Zweitakt-Petroleummotoren mit zusammen 735 kW (1.000 PS). Zur Unterwasserfahrt kamen zwei Elektromotoren von SSW mit zusammen 853 kW (1.160 PS) zum Einsatz. Damit waren Geschwindigkeiten von 14,2 kn über Wasser bzw. 8,1 kn unter Wasser möglich. Der Aktionsradius des Boots betrug bis zu 3.250 NM bei Überwasserfahrt. Bei getauchter Fahrt mit 5 kn Marschgeschwindigkeit wurden bis zu 80 NM erreicht. Die maximale Tauchtiefe betrug 50 Meter. Das Boot konnte innerhalb von 50–90 Sekunden abtauchen. Die Bewaffnung bestand aus jeweils zwei Torpedorohren am Bug und Heck mit sechs Torpedos. Bis Ende 1914 war eine 3,7-cm-Revolverkanone montiert, die 1915 durch ein zusätzliches 5-cm-Geschütz ergänzt wurde. Dieses wurde später durch ein 8,8-cm-Geschütz ersetzt.

## Einsatz und Verbleib
In sechs, andere Quellen nennen 15 Feindfahrten, erzielte das Boot sieben Versenkungen von Handelsschiffen der Entente und neutraler Staaten mit einer Gesamttonnage von 1.625 BRT.
Am 27. Mai 1916 lief U 10 unter dem Kommando von Kapitänleutnant Fritz Stuhr in Libau in Richtung der Gewässer nördlich von Gotland aus. Danach verliert sich seine Spur. Genaue Angaben zu Zeit, Ort und Ursache des Verlustes sind nicht bekannt. Es wird vermutet, dass im Juni 1916 alle 29 Besatzungsmitglieder beim Untergang des Boots im Finnischen Meerbusen ums Leben kamen. Als mögliche Ursachen werden die Kollision mit einer Mine oder eine Havarie infolge menschlicher Fehler oder technischer Mängel genannt.

### Versenkte Schiffe (Auswahl)
Die folgende Liste enthält alle verifizierten Schiffe, die von U 10 versenkt wurden:
- Am 31. März 1915 das norwegische Segelschiff Nor[11]
- Am 1., 5. und 28. April 1915 die britischen Fischkutter Gloxinia[12], Jason[13], Acantha[14] und Lilydale[15]
- Am 6. November 1915 den finnischen Passagierdampfer und Transporter Birgit[16]